# Иви Адаму
Иви Адаму (на гръцки: Ήβη Αδάμου) е кипърска певица.

## Биография
Майка ѝ е българка, от село Кюлевча, община Каспичан, а баща ѝ е кипърец.
Иви е сред най-успешните лица на съвременната гръцка поп сцена. Популярна става след участието си във втория сезон на гръцката версия на X Factor. През 2012 г. изпълнителката е избрана от кипърската телевизия да представя страната на Евровизия 2012 в Баку с песента „La La Love“, която е дело на шведски екип.

## Дискография

### San Ena Oneiro
| Оригинално издание 1. The Queen 2. Kano Mia Efhi 3. Voltes St.Asteria 4. Fige 5. Kati Na Piasto 6. Krata ta matia sou klista 7. S Agapo Ki As Mou Pire Kero 8. Astrapes (Summer In My Head) 9. Tis Agapis Ta Thimata (Murderous) 10. San Ena Oniro | Луксозно издание 1. The Queen 2. Kano Mia Efhi 3. Voltes St.Asteria 4. Fige 5. Kati Na Piasto 6. Krata ta matia sou klista 7. S Agapo Ki As Mou Pire Kero 8. Astrapes (Summer In My Head) 9. Tis Agapis Ta Thimata (Murderous) 10. San Ena Oniro 11. Call the Police 12. La La Love 13. You Don't Belong Here 14. Foria Vrohi (You Don't Belong Here) |

### Kalokairi Stin Kardia[4]
1. A*G*A*P*I (Crashing Down)
2. Sose Me (Lights On)
3. Gelaei (Perfect)
4. To Mistiko Mou Na Vreis (I Cant Help It)
5. Hameni Agapi
6. Kalokairi Stin Kardia
7. Crashing Down
8. A*G*A*P*I (Crashing Down) (Karaoke)
9. Sose Me (Lights On) (Karaoke)
10. Gelaei (Perfect) (Jus Jack Club Remix)

### Christmas with Ivi Adamou[5]
1. Santa Claus is Coming To Town
2. Last Christmas
3. White Christmas
4. Agia Nihta/We Wish You A Merry Christmas

### Сингли
- A*G*A*P*I (Crashing Down)(2010)
- Sose Me (Lights On) (2010)
- San Erthi I Mera (2010)
- To Mistiko Moy Na Vreis (2010)
- Krata Ta Matia Sou Kleista (2011)
- Kano Mia Efhi (2011)
- Voltes St Asteria (2011)
- La La Love (2012)
- Madness (2012)